# Franziskanerkloster Namslau

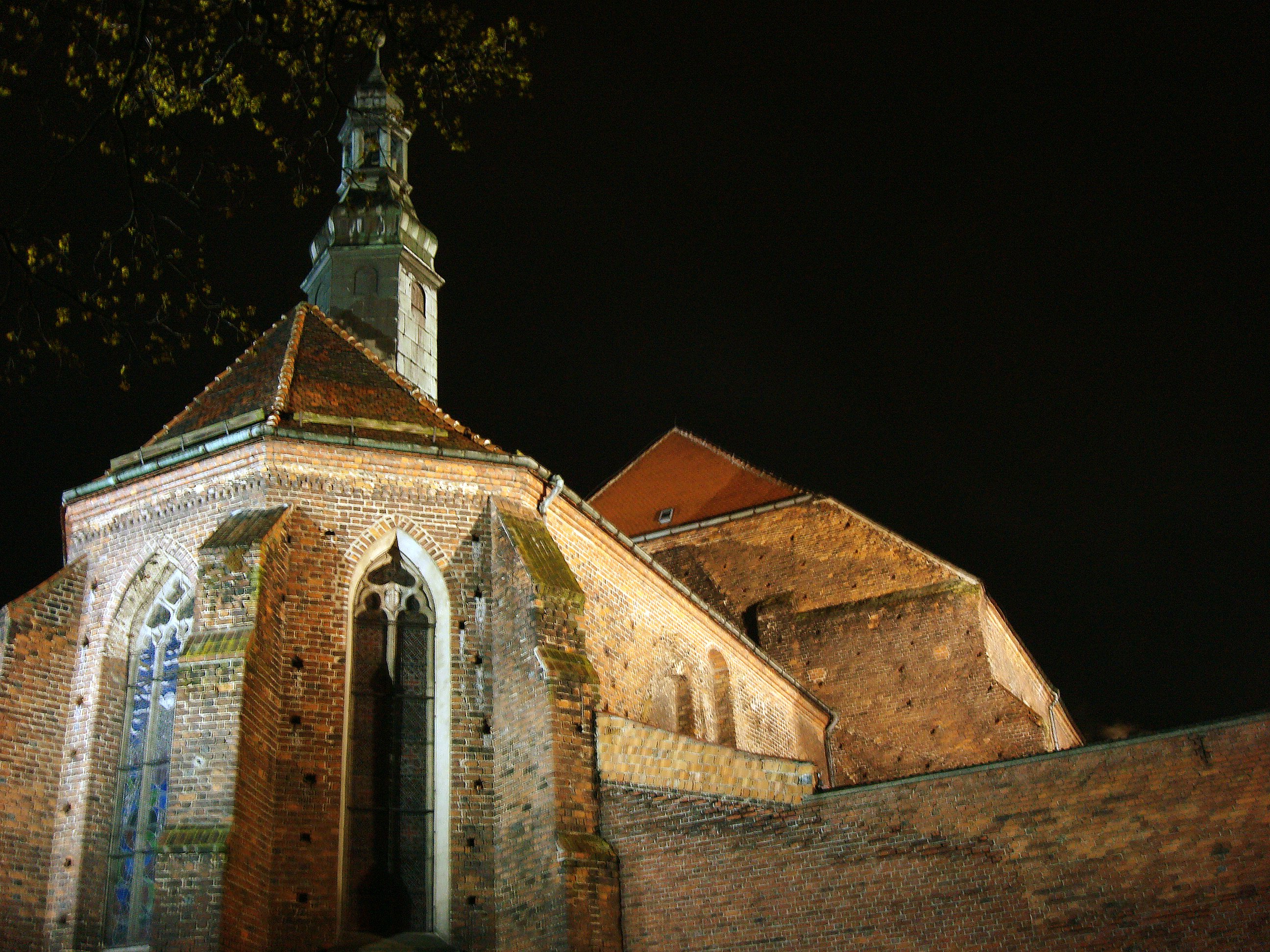
Ehemalige Franziskanerklosterkirche

Das Franziskanerkloster Namslau war ein Kloster des Bettelordens der Franziskaner (lateinisch Ordo fratrum minorum, deutsch: Orden der Minderen Brüder, Ordenskürzel OFM) in Namslau im damaligen Herzogtum Glogau. Das Kloster wurde wahrscheinlich zwischen 1274 und 1284 gegründet. Eine erste urkundliche Erwähnung stammt von 1284. Mit Einführung der Reformation kam die Spendenfreudigkeit der Bevölkerung zum Erliegen, und das Kloster verlor seine wirtschaftliche Grundlage. 1534 mussten die Ordensbrüder das Kloster aufgeben. Die Klosterkirche wurde profaniert, die Klostergebäude zum Hospital umgewidmet.
1675 wurde das Kloster durch böhmische Franziskaner-Observanten neu besiedelt. 1716 wurde die Klosterkirche wieder geweiht, zwischen 1783 und 1784 wurde die Kirche umgebaut. 1810 wurde das Kloster säkularisiert.

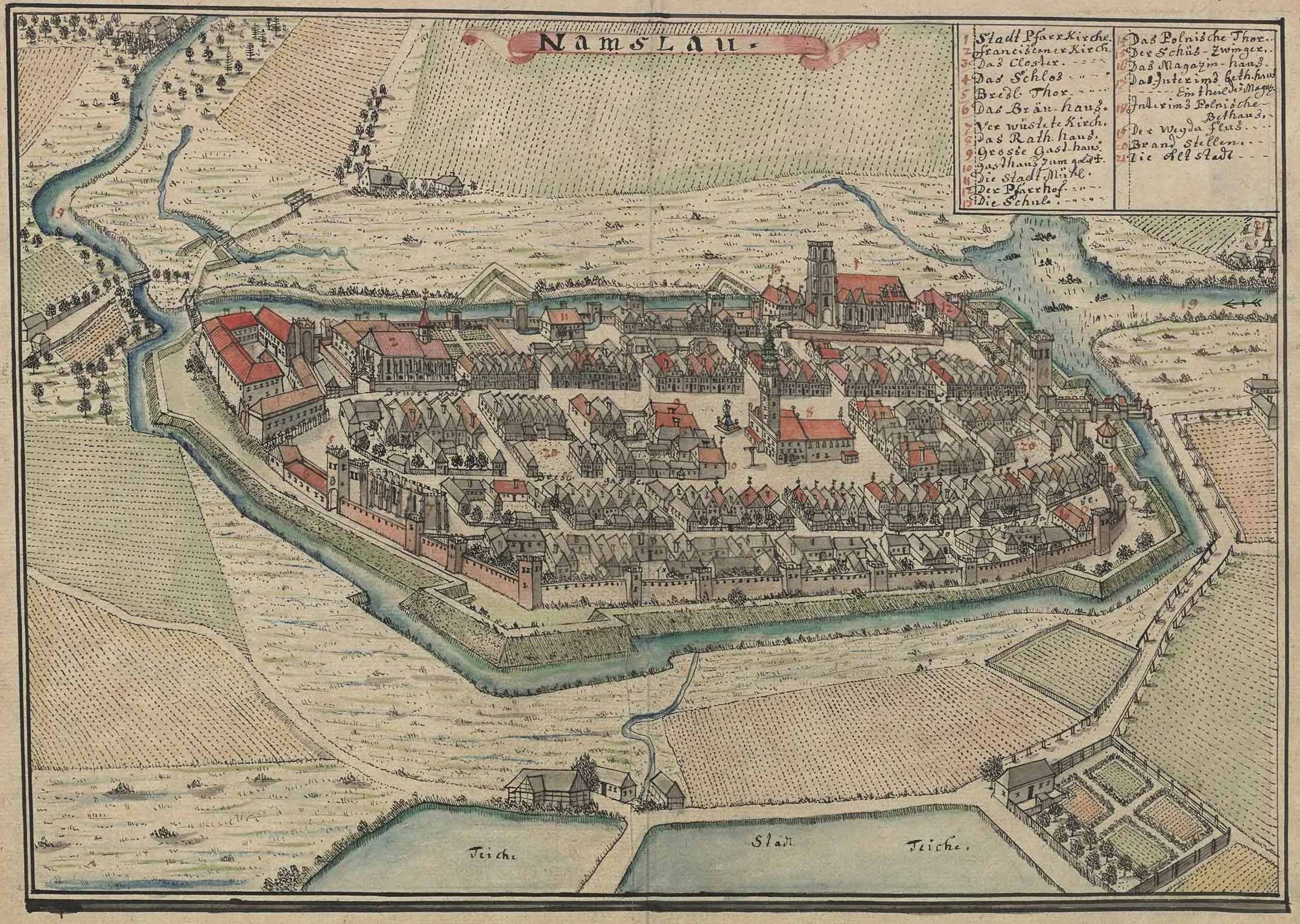
Namslau im 18. Jahrhundert. Die Klosterkirche hat die Nr. 2 die Konventsgebäude die Nr. 3

## Lage
Das ursprüngliche Kloster lag an einem nicht genauer bekannten Ort außerhalb der Stadtmauern. 1321 erhielt es bei einem Geländetausch von Herzog Konrad einen Platz in der Stadt. Es lag nach der Befestigung der Stadt an der Stadtmauer nicht weit vom Breslauer Tor. Die Kirche hatte das Patrozinium Unsere Liebe Frau. Nach der Wiederbesiedlung und dem Wiederaufbau der Klosterkirche wechselte das Patrozinium zum hl. Petrus von Alcantara. Die ehemalige Klosterkirche ist heute katholische Pfarrkirche mit dem Doppel-Patrozinium Franziskus und Petrus von Alcantara.
Siehe Hauptartikel Franziskanerkirche (Namysłów)

## Geschichte
Das Kloster in Namslau wurde von Brüdern der sächsischen Ordensprovinz (Saxonia) gegründet und gehörte bis 1523 zu dieser Provinz. Innerhalb der Organisation der Saxonia wurde der Konvent in Namslau wahrscheinlich von Anfang an der Kustodie Breslau angeschlossen. 1340 ist der Konvent im Provinciale vetistissima dann definitiv unter der Kustodie Breslau aufgeführt. Auch im Liber conformitatum von 1390 erscheint der Konvent unter den Konventen der Kustodie Breslau. Er lag im Gebiet des Bistums Breslau. 
Lucius Teichmann nimmt eine Entstehung des Namslauer Konvents zwischen 1274 und 1284 an. 1284 ist die Existenz des Namslauer Konvents erstmals auch urkundlich bezeugt. Die Stifter (oder Gründer) des Klosters sind nicht (sicher) bekannt. Auch Eduard Mühle lässt die Spalte Stifter offen.
1285 erteilte Bischof Hermann von Kammin allen denjenigen einen Ablass in Höhe einer Karene (entspricht einem Zeitraum von 40 Tagen strengem Fastens), die die Kirchen der Franziskaner in Breslau, Neisse, Schweidnitz, Brieg und Namslau an bestimmten Feiertagen besuchten (und Opfer brachten). In dieser Zeit wurden Ablässe für Klöster für gewöhnlich Kirchenbesuchern gewährt, die Kirchen im Bau besuchten. Sehr wahrscheinlich war die Klosterkirche des Konvents in Namslau zu dieser Zeit im Bau. Auch aus diesem Grund dürfte die Gründung des Klosters deutlich vor 1284 erfolgt sein.

### Konflikt mit Domkapitel und Bischof von Breslau
1285 beschwerte sich das Domkapitel in Breslau auf dem Generalkapitel zu Mailand über die sächsische Franziskanerprovinz. Bischof Thomas II. von Breslau hatte Herzog Heinrich IV. von Breslau mit dem Interdikt belegt. Gewisse Personen des Ordens, und zwar aus den Konventen Breslau, Neisse, Brieg, Schweidnitz, Goldberg, Löwenberg, Sagan und Namslau hätten sich jedoch gegen den Bischof gestellt und hielten zum Herzog, Das Domkapitel bittet das Generalkapitel diesem Gebaren ein Ende zu setzen. Bischof Thomas II. beschwerte sich im selben Jahr auch direkt beim Generalminister über diese Konvente.
1285 forderte der Provinzial der böhmisch-polnischen Ordensprovinz Ceslaus den Provinzial der sächsischen Provinz auf, die beiden Konvente in Sagan und Namslau an die böhmisch-polnische Provinz abzutreten, da sie von der sächsischen Provinz unrechtmäßig auf polnischem Boden gegründet worden seien.

### Weitere Geschichte der Stadt Namslau
Das große Herzogtum Glogau wurde in der weiteren Folge der Geschichte mehrfach geteilt. Bei der Teilung 1312 unter den Söhnen des Heinrich III. entstanden die Herzogtümer Namslau und Oels, die an Konrad I. und Boleslaus fielen. Nach dem Tod des Boleslaus wurden die beiden Herzogtümer unter Konrad I. wieder vereinigt. Nach weiteren Besitzwechseln fiel Namslau als erledigtes Lehen an den böhmischen König und deutschen Kaiser Karl IV., der Namslau 1335 mit dem Herzogtum Breslau verband.

### Verhältnis des Klosters zum Stadtklerus
In vielen Städten mit Bettelordensklöstern gab es Spannungen zwischen dem Klerus der Stadtpfarrkirche und den Bettelorden. Meist ging es um Pfarrrechte, die der Stadtklerus verletzt sah, und um Einnahmen, die eigentlich dem Stadtklerus zustanden, aber durch kirchliche Handlungen seitens der Bettelorden in die Klöster flossen. In Namslau scheint das Verhältnis dagegen sehr entspannt gewesen zu sein. Zumindest für 1453 ist dokumentiert, dass die Ordensbrüder, in Absprache mit dem Pfarrer, einen Toten, der auf dem Klosterfriedhof begraben werden sollte, aus dem Sterbehaus abholen und in feierlichem Zug zu ihrer Kirche bringen durften. Nach dem Seelenamt wurde der Tote dann zum Klosterfriedhof geleitet und dort begraben.

### Besitz, Vermächtnisse und Reform
Das Kloster hatte einigen Besitz. 1485 vermachte Johann Trzetczak dem Kloster einen jährlichen Zins von einer halben Mark auf seinen Garten am Breslauer Tor.
1487 kaufte der Konvent mit Zustimmung des Provinzials der sächsischen Ordensprovinz Ludwig von Segen eine halbe Hufe Acker, von der die Brüder jährlich 22 Schilling Zins und zwei Hühner abgeben mussten. 1501 vermachte Johann Kyndernerne in seinem Testament der Klosterkirche einen Gulden und den Ordensbrüdern einen Sack Mehr und eine Seite Fleisch. Dafür sollten sie 30 Seelenmessen lesen.
1503 bestimmte Martin Scupner in seinem Testament, dass die Klosterkirche Unser Lieben Frauen ein Stück Wachs erhalten solle. Die Ordensbrüder sollten eine Seite Fleisch erhalten. Dafür sollten sie 30 Seelenmessen lesen. 1508 gab Brixius Lange mit Einwilligung seiner Frau Anne einen jährlichen Zins von einer Mark auf sein Haus in der Spitalgasse an Frau Hedwig Großhain. Nach deren Tod sollte der Zins an das Kloster Unserer Lieben Frau fallen. Außerdem hatte das Kloster einige Vermächtnisse erhalten.

### Die Reform des Klosters
Am 20. Februar 1508 wurde auf einem Kapitel der Kustodie Breslau die Einführung der Martinianischen Konstitutionen für die Konvente in Brieg und Namslau beschlossen. Die Entscheidung stieß zunächst auf den Widerstand der Ordensbrüder in Brieg und Namslau, letztendlich konnten die Reformen in Namslau jedoch bald durchgesetzt werden. In Brieg war der Widerstand dagegen derart, dass die Reformkommission am Betreten des Klosters gehindert wurde. Einige reformunwillige Ordensbrüder wurden exkommuniziert und mussten das Kloster verlassen. Erst dann konnte die Reform durchgeführt werden.
Im Zuge der Reform musste sich das Kloster in Namslau 1510 mit Zustimmung von Kustos Benedikt von Löwenberg von liegenden Besitztümern trennen; das vom Kloster betriebene Malzhaus und mehrere Gärten wurden der Stadt übergeben.
Auf dem Generalkapitel des Ordens in Lyon 1518 wurde die Ordensprovinz Saxonia geteilt, nicht geographisch, sondern nach der Zugehörigkeit zur milderen oder strengeren Observanz. Die Klöster, die nach den Martinianischen Konstitutionen (mildere Observanz) organisiert waren, wurden in der Provinz Saxonia S. Johannis Baptistae vereinigt, die sog. Observanten (strengere Observanz) wurden in der Provinz Saxonia S. Crucis zusammengefasst. Der Konvent in Namslau wurde der Provinz Saxonia S. Johannis Baptistae zugeordnet. 1523 wurde die Kustodie Breslau von der sächsischen Franziskanerprovinz abgetrennt und an die böhmische Ordensprovinz angeschlossen.

### Das vorläufige Ende des Klosters
Mit der Reformation, die sich auch in Namslau durchsetzte, wurde die Situation für die Bettelorden prekär. Der auf Spenden angewiesene Namslauer Konvent konnte sich nicht mehr halten bzw. selber ernähren. 1534 mussten die Ordensbrüder das Kloster aus Hunger aufgeben. Die Klostergebäude und die -kirche wurden der Stadt übergeben. Die Kirche wurde profaniert und zum Lagerhaus umfunktioniert. In den Konventsgebäuden wurde nun das städtische Hospital untergebracht.

### Wiederbesiedlung des Klosters
Am 21. September 1675 übertrug Kaiser Leopold I. in seiner Funktion als böhmischer König der böhmischen Franziskanerprovinz Klostergebäude und -kirche in Namslau. Am 8. Oktober 1675 führte ein kaiserlicher Kommissar die Ordensbrüder in der Stadt ein und übergab ihnen die Gebäude. Sie mussten allerdings zuerst beim Stadtpfarrer Wohnung nehmen, da die Klostergebäude unbewohnbar waren. Die Brüder begannen sofort mit den Renovierungsarbeiten, und Weihnachten 1675 konnten sie bereits im Kloster feiern. Der Wiederaufbau der Kirche zog sich jedoch hin. Erst 1716 wurde die Klosterkirche wieder geweiht.

### Das Kloster in preußischer Zeit
Mit dem Einmarsch von Friedrich II. in Schlesien und dem Frieden von Berlin kam Schlesien 1742 an Preußen. Friedrich II. drängte daraufhin auf die Loslösung der schlesischen Klöster sämtlicher Orden von den jeweiligen Mutterprovinzen in Österreich, Böhmen und Mähren. Am 22. Januar 1755 wurden die schlesischen Konvente des Franziskanerordens (Breslau (St. Antonius), Glatz, Glogau, Goldberg, Jauer, Leobschütz, Liegnitz, Namslau, Neisse und Ratibor) von der böhmischen Provinz abgetrennt und zu einer eigenständigen schlesischen Provinz zur Hl. Hedwig zusammengefasst. 1751 hatte das Kloster in Namslau 24 Konventsmitglieder.

### Das Ende des Klosters
Mit dem Säkularisationsedikt König Friedrich Wilhelms III. vom 30. Oktober 1810 wurde das Franziskanerkloster Namslau wie auch die neun anderen Franziskanerklöster in (Preußisch-)Schlesien vom preußischen Staat eingezogen und verstaatlicht. Damit wurde auch die schlesische Provinz zur Hl. Hedwig aufgelöst. Bei der Aufhebung des Klosters 1810 zählte der Konvent noch elf Mitglieder: den Guardian, vier (weitere) Geistliche und sechs Laienbrüder. Der Wert des Grundvermögens wurde mit 8559 Reichstalern, das Gesamtvermögen nach Abzug der Passiva mit 8970 Reichstalern taxiert.
Die Kirche wurde ab 1812 zunächst als Magazin für die Landwehr genutzt, ab 1813 als Abstellraum für die Garnison. 1823 wurde sie an die Stadt Namslau verkauft. Das Konventsgebäude mit seinen drei Flügeln wurde an eine Brauerei verkauft. Davon steht aber nur noch ein Flügel.
Die Kirche wurde umfassend 1924/25 renoviert. 1980 wieder sie erneut hergerichtet und 1982 wieder der katholischen Kirche übergeben. 1988 wurde sie wieder geweiht. 1992 wurde die ehemalige Klosterkirche Pfarrkirche. Die ehemaligen Konventsgebäude wurden zu einem Pfarramt, einem Pfarrhaus und ein Vikariat umgebaut.

### Guardiane und andere Klosterämter
Der Guardian, der Obere eines Konvents, wird in den franziskanischen Orden vom Provinzkapitel ernannt bzw. auf dem Provinzkapitel gewählt. Die Amtszeit beträgt in der Regel drei Jahre, eine Wiederernennung bzw. Wiederwahl ist möglich. Die geklammerten Zahlen in der Tabelle bedeuten lediglich das Jahr einer Erwähnung, nicht den Zeitpunkt der Ernennung (oder die Dauer der Amtszeit). Der Vikar ist der Stellvertreter des Guardians.
| Amtszeit          | Guardian                                               | Sonstige Klosterämter und Anmerkungen |
| ----------------- | ------------------------------------------------------ | --- |
| (1359)            | Paulus                                                 | |
| (1455)            | Thomas Molitoris                                       | |
| (1476)            | Johannes Schuler                                       | |
| (1478)            | Johannes                                               | wahrscheinlich der oben genannte Johannes Schuler |
| (29. Mai 1497)    | Erasmus Fleck                                          | |
| (9. Juni 1497)    | Johannes Schuler                                       | |
| (1498)            | Georgius                                               | |
| (1500)            | Gregor                                                 | |
| (1510)            | Ägidius Grisel                                         | |
| (1514)            | Paulus Olefszky                                        | |
| 1675 bis 1676     | Theophilus May                                         | erster Praesidens 1665 bis 1666 Guardian in Kaaden, 1664 bis 1665 Guardian in Znaim, 1679 bis 1681 Guardian in Glogau |
| 1676 bis 1677     | Leopoldus Praesidentius                                | Praesidens, er war 1667 bis 1668 Praesidens in Leobschütz, 1679 bis 1681 Guardian in Tachau, 1682 bis 1685 Guardian in Pilsen |
| 1677 bis 1678     | Theobaldus Hönig                                       | Praesidens |
| 1678 bis 1679     | Januarius Schidlo                                      | erster Guardian, 1694 bis 1698 Praesidens in Haindorf, 1694 bis 1698 erster Guardian in Haindorf, 1701 bis 1703 Guardian in Zasmuk |
| 1679 bis 1681     | Mauritius Semela (* 1640 in Kosel, † 21. Februar 1716) | er war 1701 Guardian in Ratibor, er war außerdem Hofkaplan des Landeshauptmanns |
| 1681 bis 1682     | Theophilus May                                         | |
| 1682 bis 1683     | Hippolytus Nechai                                      | |
| 1683 bis 1684     | Thaddäus Rösner                                        | er war 1690 bis 1691 Guardian in Leobschütz, 1695 bis 1696 Guardian in Trübau, 1696 bis 1697 Guardian in Jauer, 1698 bis 1699 Guardian in Troppau |
| 1684 bis 1685     | Henricus Allerheiling                                  | |
| 1685 bis 1688     | Thaddaeus Rösner                                       | zweite Amtszeit |
| 1688 bis 1691     | Leopoldus Praesidentius                                | zweite Amtszeit |
| 1691 bis 1693     | Thaddaeus Rösner                                       | dritte Amtszeit |
| 1693 bis 1694     | Marcus Habermann                                       | er war 1689 bis 1690 Guardian in Schlan, 1691 bis 1693, 1697 bis 1698 und 1699 bis 1702 Guardian in Leobschütz, 1695 bis 1697 Guardian in Brünn, 1703 bis 1705 Guardian in Jauer                                                                     |
| 1694 bis 1695     | Laurentius Kurtz                                       | er war 1696 bis 1698 Guardian in Breslau |
| 1695 bis 1697     | Fulgentius Kemnitzar                                   | er war 1679 bis 1681 Guardian in Znaim, 1682 bis 1684 und 1685 bis 1687 Guardian in Neisse, 1689 bis 1690 Guardian in Neuhaus |
| 1697 bis 1698     | Leopoldus Praesidentius                                | dritte Amtszeit |
| 1698 bis 1699     | Elevtherius Kolaczek                                   | |
| 1699 bis 1700     | Laurentius Kurtz                                       | er war 1696 bis 1698 Guardian in Breslau |
| 1700 bis 1703     | Thaddaeus Rösner                                       | vierte Amtszeit |
| 1703 bis 1704     | Damianus Jüttner                                       | er war 1679 bis 1681 Guardian in Leobschütz, 1682 bis 1683 Guardian in Glogau, 1684 bis 1685 Guardian in Glatz, 1685 bis 1687 Guardian in Jauer, 1688 bis 1690 Guardian in Znaim, 1690 bis 1691 Guardian von Brünn, 1701 bis 1702 Guardian in Schlan |
| 1704 bis 1705     | Cassianus Scholtz                                      | |
| 1705 bis 1706     | Andreas Barteczko († 11. April 1739 in Breslau)        | er war 1707 bis 1710 und 1713 bis 1715 Guardian in Ratibor, 1717 bis 1719, 1722 bis 1725 und 1726 bis 1729 Guardian in Breslau, wurde zweimal zum Definitor gewählt, schrieb poetische Werke, Visitator der polnischen Provinz, Generalkommissar     |
| 1706 bis 1707     | Benedictus Labussik                                    | er war 1714 bis 1717 Guardian in Troppau, 1718 bis 1720 Guardian in Ratibor |
| 1707 bis 1708     | Maximus Rutz                                           | |
| 1708 bis 1709     | Matthaeus Waldschock († 19. März 1733 in Breslau)      | er war 1710 bis 1713 Guardian in Ratibor |
| 1709 bis 1712     | Ladislaus Reska                                        | |
| 1712 bis 1713     | Felicianus Bochenek                                    | |
| 1713 bis 1714     | Timotheus Path                                         | er war 1715 bis 1716 Guardian in Breslau, 1716 bis 1718 Guardian in Glatz, 1719 bis 1722 Guardian in Brünn, 1725 bis 1729 Guardian in Haindorf, 1730 bis 1733 Guardian in Glogau                                                                     |
| 1714 bis 1715     | Matthaeus Waldaschock                                  | zweite Amtszeit |
| 1715 bis 1716     | Andreas Barteczko († 11. April 1739 in Breslau)        | zweite Amtszeit |
| 1716 bis 1719     | Matthaeus Waldschock                                   | dritte Amtszeit |
| 1719 bis 1720     | Rochus Ulbrich                                         | er war 1721 bis 1722 Guardian in Jauer, 1723 bis 1726 Guardian in Prag, 1727 bis 1728 Guardian in Olmütz, 1730 bis 1732 Guardian in Neisse, 1735 bis 1738 Guardian in Glatz, 1739 bis 1741 Guardian in Troppau, 1744 bis 1746 Guardian in Leobschütz |
| 1720 bis 1721     | Benedictus Labussik                                    | zweite Amtszeit |
| 1721 bis 1724     | Petrus Güntzel                                         | |
| 1724 bis 1725     | Peregrinus Helffer                                     | |
| 1725 bis 1727     | Hieronymus Bauer                                       | er war 1714 bis 1715 Guardian in Glogau, 1716 bis 1717 Guardian in Haindorf, 1717 bis 1719 Guardian in Jauer |
| 1727 bis 1729     | Tiburtius Path                                         | zweite Amtszeit |
| 1729 bis 1732     | Saturninus Weinschmidt                                 | er war 1720 Guardian in Jauer, 1734 bis 1736 Guardian in Breslau, 1738 Guardian von Goldberg |
| 1732 bis 1733     | Hyacinthus Künischer                                   | er war 1729 bis 1730 Guardian in Leobschütz, 1733 bis 1735 Guardian in Glatz, 1736 bis 1738 Guardian in Trübau, 1738 bis 1739 Guardian in Kremsier                                                                                                   |
| 1733 bis 1734     | Saturninus Weinschmidt                                 | zweite Amtszeit |
| 1734 bis 1735     | Victor Tichi                                           | |
| 1735 bis 1737     | Chrysostomus Harwig                                    | er war 1729 bis 1730 Guardian in Goldberg |
| 1737 bis 1738     | Maurus Kuzia                                           | |
| 1738 bis 1739     | Castulus Schmidt                                       | |
| 1739 bis 1740     | Sebastianus Gedliczka                                  | |
| 1740 bis 1741     | Sebastianus Grasser († 6. Oktober 1759 in Ratibor)     | er war 1743 bis 1746 Guardian in Ratibor |
| 1741 bis 1744     | Chrysostomus Pontzala († 17. Dezember 1743 in Namslau) | er war 1739 bis 1740 Guardian in Ratibor |
| 1744 bis (1748)   | Joannes Cancius Pohl                                   | Gratianus Patsch, Vikar, Ottomarus Hoffmann, Novizenmeister, Anastasius Wrźesnick, Polnischer Prediger, Caelianus Cloesel, deutscher Prediger, Firmus Wicher, polnischer Festtagsprediger, Juvenalis Heier, deutscher Festtagsprediger               |
| (1748) bis (1751) | Turianus Kaeller                                       | Stephanus Tobisch, Vikar, Gabriel Sinpka, Praeses Conventum |
| (1751) bis (1754) | Ansbertus Oblonczen                                    | Donatus Pannoch, Vikar |
| (1754)            | Casimirus Krause                                       | Kraus war 1758 Guardian in Neisse, Albertus Oblonczek, Vikar, Fortunatus Lochinger, Sonntagsprediger |
| (1758)            | Zosimus Otto                                           | Germanus Wolff, Vikar |
| (1764)            | Ansbertus Oblonczeck                                   | Athanasius Rothe, Vikar |
| (1769)            | Joannes Kluger († 24. Dezember 1776)                   | Kluger war 1773 bis 1774 Guardian in Ratibor, Ansbertus Oblonczeck, Definitor, Urbanus Urbani, Vikar |
| (1779) bis (1780) | Laurentius Pawliczeck († 10. Mai 1808 in Namslau)      | Maturinus Schindler, Vikar war 1776 bis 1777 Guardian in Ratibor |
| (1782)            | Bernardus Schimaizeck                                  | Maturinus Schindler, Vikar |
| (1789)            | Matthäus Krawitka                                      | Urbanus Urbani, Vikar, Bernardinus Schimaiczeck, polnischer Prediger, Raphael Dittert, deutscher Prediger |